# Gandhidham
Gandhidham là một thành phố và khu đô thị của quận Kachchh thuộc bang Gujarat, Ấn Độ.

## Địa lý
Gandhidham có vị trí 23°05′B 70°08′Đ / 23,08°B 70,13°Đ Nó có độ cao trung bình là 27 mét (88 feet).